# Saint-Marc-le-Blanc
Saint-Marc-le-Blanc é uma comuna francesa na região administrativa da Bretanha, no departamento Ille-et-Vilaine. Estende-se por uma área de 17,59 km². Em 2010 a comuna tinha 1 700 habitantes (densidade: 96,6 hab./km²). Em 1 de janeiro de 2019, a antiga comuna de Baillé foi incorporada.